# Lola... drones
Lola... drones es una película colombiana dirigida por Giovanny Patiño. Estrenada en los cines colombianos el 29 de agosto de 2019, fue protagonizada por Gina Vallejo, Javier Morales, Freddy Alexander David, Jennifer Ríos, Ernesto Franco, Osvaldo Villa y César Monsalve.

## Sinopsis
Lola llega al bar La Rosa en Barrio Triste, Medellín, huyendo de las amenazas de Óscar, el padre de su hija. Óscar es un peligroso delincuente, líder de una banda de ladrones. Aunque se encuentra en prisión, los hombres a sus órdenes recorren sin ningún problema las calles de Medellín haciendo de las suyas y poniendo en peligro la aparente tranquilidad de Lola.

## Antecedentes
El director de la película, conocido en Medellín como "Papá Giovanny", llegó a la ciudad desde su niñez y vivió en carne propia la problemática social de las décadas de 1980 y 1990 que se presentaba en la capital de Antioquia. A partir de entonces se ha dedicado a brindar atención social, llegando incluso a aparecer en la película La vendedora de rosas de Víctor Gaviria y trabajando en otras producciones cinematográficas del director.
Basado en su experiencia como líder social en las calles de Medellín, Patiño decidió empezar a escribir el guion de Lola... drones. Recurrió a la ONG CISP para la financiación del proyecto y utilizó actores naturales para el rodaje, que se extendió por más de siete años.